# Porphyrinia dalmatina
Porphyrinia dalmatina là một loài bướm đêm trong họ Noctuidae.